# Erndelia
Erndelia je rod iz porodice Passifloraceae.
Ovaj rod nema priznatih vrsta., a jedini predstavnik Erndelia reflexiflora Raf. sinonim je za Passiflora reflexiflora